# Wettin-Löbejün
Wettin-Löbejün är en stad i Saalekreis i Sachsen-Anhalt i Tyskland. Den bildades 1 januari 2011 genom sammanslagning av de dåvarande kommunerna Löbejün, Wettin, Brachwitz, Döblitz, Domnitz, Gimritz, Nauendorf, Neutz-Lettewitz, Plötz och Rothenburg.